# Eublemma nives
Eublemma nives is een vlinder uit de familie van de spinneruilen (Erebidae). De wetenschappelijke naam van deze soort werd voor het eerst voorgesteld als Porphyrinia nives door Wilhelm Brandt in een publicatie uit 1938.
De soort komt voor in Iran.